# Margarita Pin
Margarita Pin Arboledas (Valencia, 1949) es una política española. Ha sido diputada a Cortes por el PSOE desde 1996 a 2011.

## Biografía
Trabajadora social y educadora de carrera, es funcionaria de la Generalidad Valenciana. Militante del PSPV-PSOE, pertenece a la ejecutiva comarcal del Camp de Morvedre. Ha sido diputada a Cortes por la provincia de Valencia en las elecciones generales de 1996, 2000 y 2004. Ha participado en la Comisión encargada del seguimiento del Pacto de Toledo. También es asesora del Institut de Cultura Gitana. Hermana de José Ramón y Emilio Pin Arboledas.
El 25 de octubre de 2010, la exministra María Teresa Fernández de la Vega tuvo que dejar el acta de diputada para formar parte del Consejo de Estado al ser cargos incompatibles; a partir de entonces Margarita Pin, que había ocupado el puesto número 9 en la lista socialista, ocupó su escaño en el Congreso de los Diputados.